# Чёрный (приток Курьяксы)
Чёрный — ручей в России, протекает по территории Куземского сельского поселения Кемского района Республики Карелии. Длина ручья — 20 км.
Ручей берёт начало из болота без названия на высоте выше 42,4 над уровнем моря и далее течёт преимущественно в северо-восточном направлении по заболоченной местности.
Ручей в общей сложности имеет 20 малых притоков суммарной длиной 25 км.
Впадает на высоте 13,2 м над уровнем моря в реку Курьяксу, приток Летней, впадающей в Белое море.
Населённые пункты на ручье отсутствуют.
Код объекта в государственном водном реестре — 02020000712202000002633.